# Stardust (canción de Lena)
«Stardust» es una canción grabada por la cantante alemana Lena Meyer-Landrut. Fue escrita por Rosi Golan y Tim Myers y producida por Swen Meyer para su tercer álbum de estudio Stardust lanzado en 2012.

## Antecedentes y lanzamiento
"Stardust" fue compuesta por el cantautor estadounidense-israelí Rosi Golan, y por el músico estadounidense Tim Myers, exmiembro de la banda OneRepublic. Golan había escrito las canciones "Bee" y "I Like You", que también se han registrado y realizado por Meyer-Landrut. En 2010, "Bee" fue el segundo sencillo más vendido de Meyer-Landrut y la pista alcanzó el número 3 en la lista Media Control Charts.
La canción fue presentada por primera vez el 30 de julio de 2012 en Múnich durante un acto promocional. Su estreno en la radio fue el 8 de agosto de 2012. La presentación internacional fue por primera vez durante el 40 aniversario de Porsche Design en Beverly Hills, Los Ángeles el 4 de septiembre. La pista fue lanzada en un solo CD y como descarga digital como el primer sencillo del mismo tercer álbum de estudio de Meyer-Landrut, Stardust el 21 de septiembre de 2012 en Alemania, Austria y Suiza. El sencillo incluye la canción "Time", que no aparece en el álbum. Esta canción es una cubierta de Ben Hermano, escrito por Ian Mack y Jamie Hartman.
En diciembre de 2012 se recibió la certificación de Oro en Alemania por más de 150.000 copias vendidas y descargas. El sencillo fue elegido como tema principal de la película Jesus mich liebt (Jesús me ama), el cual está programado para un lanzamiento en los cines alemanes en la Navidad de 2012.
En 2014, fue la canción original del anuncio del canal británico ITV, donde en él aparecen figuras como Diversity, Simon Cowell, Alesha Dixon o Amanda Holden.

## Video musical
El video musical fue filmado en agosto de 2012 en el semi-desierto español Bardenas Reales de Navarra. Fue lanzado el 7 de septiembre de 2012. El director fue Bode Brodmüller quien trabajó anteriormente con Joy Denalane, Max Herre, y Jan Delay. En enero el vídeo se centra en Lena, que podrá ser el baile, de pie, corriendo y tirado en el suelo en varios vestidos o bañándose. Las mujeres del fondo están cubiertas de lodo.
En marzo de 2013, Meyer-Landrut ganó el Echo Award al mejor vídeo musical.

## Lista
| N.º | Título     | Duración |  |
| 1.  | «Stardust» | 3:31     |  |
| 2.  | «Time»     | 4:21     |  |

## Personal

### Stardust
- Lena, voz
- Marcus Schneider, guitarra, glockenspiel
- Reiner Kallas, tambores
- Felix Weigt, bajo
- Arne Straube, piano
- Swen Meyer, percusión
- Hagen Kuhr, violonchelo
- Ruben Seevers, Anna Katharina Bauer, Mo Bahla, coro

### Time
- Lena, voz
- Marcus Schneider, guitarra
- Reiner Kallas, tambores
- Felix Weigt, bajo
- Arne Straube, Rhodes, orga
- Swen Meyer, percussion, sintetizador analógico
- Stefan Pintov, Maja Machold, violines
- Hanno Kuhns, violonchelo
- Harald Schmidt, viola
- Ruben Seevers, Antje Schomaker, coros

## Historial de ediciones
| Región                   | Data                     | Discográfica                  |
| ------------------------ | ------------------------ | ----------------------------- |
| Alemania, Austria, Suiza | 21 de septiembre de 2012 | USFO; Universal Music Germany |

## Posicionamiento
| Listas (2012)               | Posición |
| --------------------------- | -------- |
| Austria (Ö3 Austria Top 40) | 14       |
| Alemania (Media Control AG) | 2        |
| Luxemburgo (Billboard)      | 9        |
| Suiza (Schweizer Hitparade) | 74       |

### Ventas y certificaciones
| País     | Organismo certificador | Certificación | Ventas  |
| -------- | ---------------------- | ------------- | ------- |
| Alemania | Alemania (BVMI)        | Oro           | 150 000 |

## Premios y nominaciones
| Año  | Ceremonia         | Premio        | Resultado |
| ---- | ----------------- | ------------- | --------- |
| 2012 | 1LIVE KRONE       | Mejor canción | Nominada  |
| 2013 | Premios ECHO 2013 | Mejor Vídeo   | Ganador   |